# Abergele
Abergele (en anglès Abergele) és un poblet del comtat gal·lès de Conwy (anglès: "Conwy"). Es troba a 202 km de Cardiff i a 190 km de Londres. El 2011 la població era de 6.047 habitants, dels quals 1.910 (31,6%) parlaven gal·lès I %48 havien nascut a Gal·les.